# Lleó IV Dadiani
Lleó IV Dadiani va ser mtavari de Mingrèlia del 1681 al 1691. Era fill natural de Lleó III Dadiani i el va succeir per haver premort mort el fill gran Mamuka (que va morir un any abans que el pare). Va ser forçat a abdicar el 1691 i va marxar a Constantinoble on va morir el 1694. Estava casat amb Tinatina, segona filla del rei Bagrat IV d'Imerècia. Un possible cunyat seu Katzo o Katzia I Chikovani, (casat amb Thamar, suposada filla de Lleó III) va ser nomenat príncep de Letxkhumi (Lechkhumi-batoni), Príncep de Sainadaridzo, Salipartiano, etc. per Lleó III (c. 1675) i el seu fill Iesse Chikovani el va succeir com a príncep de Lechkhumi el 1681. Un altre fill Jordi IV Txikovani, va prendre el poder a Mingrèlia el 1691.